# Acıgöl (district)
Acıgöl is een Turks district in de provincie Nevşehir en telt 21.846 inwoners (2007). Het district heeft een oppervlakte van 497,3 km². Hoofdplaats is Acıgöl.
De bevolkingsontwikkeling van het district is weergegeven in onderstaande tabel.
| 1997   | 2000   | 2007   |
| ------ | ------ | ------ |
| 23.334 | 24.844 | 21.846 |